# John Yates
John Yates (ur. styczeń 1861 r. w Blackburn – zm. 1 czerwca 1917 r. w Birmingham) – piłkarz angielski, jednokrotny reprezentant kraju.

## Kariera
Yates rozpoczął swą piłkarską karierę w 1879 roku w Accrington. Rok później przeszedł do Blackburn Olympic i był członkiem zespołu rzemieślników z Północy, który tiumfował w Pucharze Anglii. Podczas gry w Blackburn był tkaczem. Po sześciu latach występów w Olympic powrócił do Accrington, gdzie występował przez sezon. W lecie 1888 roku, tuż przed inauguracją pierwszego sezonu Football League, dołączył do innego zespołu z Lancashire - Burnley; został także właścicielem pubu. W sezonie 1888/89 wystąpił w 21 meczach i zdobył 5 bramek, w kolejnych grał sporadycznie. Pięć lat później zakończył piłkarską karierę i powrócił do swojej dawnej profesji - tkacza.
2 marca 1889 roku wystąpił w reprezentacji Anglii, w meczu przeciwko Irlandii, rozegranym na Anfield Road. Spotkanie zakończyło się zwycięstwem Anglików 6:1, a Yates zdobył trzy bramki. Był pierwszym piłkarzem Burnley, który zagrał w kadrze narodowej.
Zmarł na raka 1 czerwca 1917 w Birmingham.

### Mecze w reprezentacji
| #  | Data         | Miejsce                 | Mecz              | Wynik | Bramki | Rozgrywki                 |
| -- | ------------ | ----------------------- | ----------------- | ----- | ------ | ------------------------- |
| 1. | 2 marca 1889 | Anfield Road, Liverpool | Anglia - Irlandia | 6:1   |        | British Home Championship |

## Sukcesy
Blackburn Olympic
- Puchar Anglii zwycięzca: 1882/1883